# Răsuceni (gmina)
Răsuceni – gmina w Rumunii, w okręgu Giurgiu. Obejmuje miejscowości Carapancea, Cucuruzu, Răsuceni i Satu Nou. W 2011 roku liczyła 2652 mieszkańców. 